# Процес над найманцями в Луанді
Проце́с над на́йманцями в Луа́нді (порт. Julgamento dos Mercenários em Luanda, англ. Luanda Trial) — судовий процес у столиці Анголи Луанді, що відбувся в червні-липні 1976 року. 13 британських і американських громадян звинуватили в найманстві в ангольській громадянській війні на боці антиурядового руху НФЗА і його лідера Холдена Роберто. Завершився чотирма виконаними смертними вироками. Процес став успішною пропагандою режиму НРВА.

## Предмет процесу і склад суду
У лютому 1976 року бійці Народних збройних сил звільнення Анголи (ФАПЛА) і кубинського експедиційного корпусу взяли в полон 13 найманих бойовиків антиурядового руху НФЗА (10 британців і 3 американців). Вирішили провести показовий процес, який юридично і символічно підкреслив би перемогу марксистського уряду НРВА в ангольській громадянській війні.
Слідство велося службою держбезпеки ДІСА. 26 травня 1976 було сформульовано обвинувальний висновок для Tribunal Popular Révolucionario — Народно-революційного трибуналу. 5 червня представник ДІСА Луїш ді Алмейда оголосив про доведену вину найманців і про намір «посадити на лаву підсудних не тільки їх, але і британський і американський імперіалізм». Через день міністр юстиції Діогеніуш Боавіда відкрив тематичну виставку з речовими доказами. 9 червня в Луанді була проведена масова демонстрація з вимогою смертних вироків всім обвинуваченим.
11 червня 1976 в Луанді почалися судові засідання. Головою суду був генеральний прокурор Народної Республіки Ангола Ернешту Тейшейра да Сілва, четверо інших суддів представляли офіцерський корпус ФАПЛА, ангольське телебачення і жіночу громадську організацію, афілійовану з МПЛА. Державне обвинувачення представляв прокурор Мануел Руй Алвіш Монтейру.
Обвинуваченим були надані ангольські адвокати. До захисту американських підсудних ангольські влади допустили адвокатів з США Роберта Сеснера і Білла Вілсона.
Засідання велися португальською мовою з офіційними перекладами на англійську, французьку, іспанську та російську. Були присутні понад 100 ангольських та іноземних журналістів, 42 офіційних спостерігачів з 37 країн.

## Підсудні та звинувачення
Перед судом постали:
- Костас Георгіу, він же «полковник Каллен»[ru] (Велика Британія), 24 роки, колишній капрал британських парашутно-десантних військ[ru] ;
- Ендрю Гордон Маккензі[ru] (Велика Британія), 26 років, колишній військовослужбовець британських парашутно-десантних військ;
- Дерек Джон Баркер[ru] (Велика Британія), 35 років, колишній військовослужбовець британських парашутно-десантних військ;
- Деніел Френсіс Герхарт[ru] (США), 33 роки, колишній військовослужбовець американських сухопутних військ ;
- Густаво Марсело Грильйо[ru] (США), 27 років, колишній взводний сержант американської морської піхоти ;
- Гері Мартін Акер (США), 21 рік, колишній військовослужбовець американської морської піхоти;
- Майкл Дуглас Вайсман (Велика Британія), 27 років, колишній військовослужбовець британських сухопутних військ ;
- Кевін Джон Маршан (Велика Британія), 25 років, колишній військовослужбовець британських сухопутних військ;
- Джон Лоулор (Велика Британія), 23 роки, колишній британський морський стрілець;
- Колін Кліффорд Еванс (Велика Британія), 28 років, колишній військовослужбовець британських сухопутних військ;
- Сесіл Мартін Форчун (Велика Британія), 32 роки, колишній військовослужбовець британських парашутно-десантних військ;
- Джон Джеймс Наммок (Ірландія, Велика Британія), 20 років, резервіст ірландської армії ;
- Малькольм Макінтайр (Велика Британія), 26 років, британський військовий фельдшер.

Всі підсудні проходили військову службу і мали військові спеціальності. Четверо мали досвід у військовій справі — Георгіу брав участь в північноірландських зіткненнях, Грильйо, Герхарт і Акер пройшли війну у В'єтнамі. Один з них — Грильйо — мав і командний досвід, але тільки на рівні взводу.
Семеро з тринадцяти належали до одного підрозділу: Маккензі, Маршан, Вайсман, Еванс, Форчун, Макінтайр служили під командуванням Георгіу-Каллена.
Георгіу, Маккензі, Баркер, Вйсман, Маршан, Лоулор, Еванс, Форчун, Макінтайр були громадянами Великої Британії; Герхарт, Грильйо, Акер — громадянами США; Наммок — громадянином Ірландії, проте жив він у Лондоні, завербований був там же і розглядався як британський найманець.
Майже всі вони ставилися до соціальних низів — пролетаріату, безробітним, люмпенів. Винятком був Грильйо — він походив з багатої й впливової аргентинської сім'ї, але й він до моменту вербування в Анголу втратив колишній статус і належав до люмпен-криміналітету. Троє — Георгіу, Баркер, Грильйо — були раніше судимі за кримінальні злочини.
Всім їм інкримінувалася наймана служба в збройних формуваннях (ЕЛНА) антиурядового НФЗА й участь у громадянській війні з урядом МПЛА. Маккензі, Макінтайр, Маршан, Вайсман і Еванс становили спецпідрозділ Killer Group під безпосереднім керівництвом Георгіу — вирізнялися особливою ефективністю в прямих зіткненнях і засідках. Георгіу, Маккензі, Баркеру, Грильйо звинуватили через їхні командні пости в ФНЛА, яка відігравала головну роль у військовому опорі урядовим військам. Точних юридичних підстав для відповідальності за найманство в той час не існувало, проте суд керувався інструкцією МПЛА від 1966 року (коли керівна партія Анголи була одним з кількох партизанських рухів країни).
Найважчі звинувачення — в тому числі у вбивствах, застосуванні тортур, насильства над цивільним населенням — були висунуті відносно Георгіу. Головне з них полягало в розстрілі групи підлеглих найманців, які намагалися втекти з загону — це сталося 1 лютого 1976 в районі Макела-ду-Зомбу (провінція Уїже). За цим звинуваченням Георгіу розшукувався також у Скотленд-Ярді. Найближчим до Георгіу в цій акції розглядали Маккензі.
Одинадцять підсудних були у в'язниці Луанди, двоє — Маккензі та Грильйо — у військовому госпіталі, де їм надавалася медична допомога (у важко пораненого Маккензі була ампутована нога, в залі суді він перебував в інвалідному кріслі).

## Політична спрямованість процесу
Громадянська війна в Анголі мала виражену ідеологічну складову. ФНЛА був антикомуністичною організацією, а МПЛА займало прокомуністичні, прорадянські позиції. Однак майже всі обвинувачені наполягали на своїй аполітичності. Деякі з них стверджували, що вважали заїрскую столицу Кіншасу — через яку добиралися до місця виконання контракту — столицю Анголи й були впевнені, що там не відбувається нічого поганого, оскільки в цей пункт літають літаки солідних авіакомпаній. Головний обвинувачений Георгіу — якого лідер ФНЛА Холден Роберто вважав «людиною феноменальної мужності» — дав ствердну відповідь на запитання, чи погодився б він перейти на сторону МПЛА за умови підвищеної оплати.

Мені абсолютно наплювати на ФНЛА. Я приїхав сюди, в Анголу, не тому, що маю щось проти комунізму або кубинських і ангольських військ. Я взагалі не така людина, яка проти кого-небудь. Я приїхав сюди тільки через гроші, не через щось більше.— Густаво Марсело Грильйо 
Єдиний винятком був американець Деніел Герхарт (працівник з Меріленду, ветеран В'єтнамської війни). Він мотивував своє прибуття в Анголу антикомуністичними поглядами й відкрито декларував їх.
Я приїхав, як і інші, заробити трохи грошей. А заодно боротися з комунізмом. Я думаю так само, як і мої земляки. Я не вмію ясно і чітко висловлюватися на такі теми. Але якщо хочете, щоб я був відвертий, будь ласка. Я розумію під комунізмом щось північнокорейське.
— Дэниэл Фрэнсис Герхарт 
З іншого боку, Густаво Грильйо (американський гангстер аргентинського походження, в'єтнамський ветеран, командир взводу морської піхоти й учасник оборони Г'юе) виступив з демонстративним каяттям. Він висловив гарячі симпатії до режиму МПЛА, дякував владі «народної республіки», захоплювався «рівністю і справедливістю», викривав американське суспільство як «жахливе» і «побудоване на знущанні сильного над слабким».
В результаті Герхарт — взятий в полон через кілька днів після прибуття в Анголу, який не встиг взяти участь ні в одному бою і не обвинувачений у вбивствах — був оголошений агентом ЦРУ й отримав вирок — смертну кару. Водночас Грильйо — який розстріляв полонених солдатів ФАПЛА — «з урахуванням поведінки на суді» відбувся тюремним ув'язненням.
Різниця вироків Герхарта і Грильйо однозначно продемонструвало політико-ідеологічний характер суду. Ця спрямованість практично не ховалася. Вона швидше підкреслювалася і в промовах прокурора Алвіш Монтейру, і в виступах ангольських адвокатів, які фактично підтримували обвинувачення. Американський адвокат Роберт Сеснер і його британські колеги наголошували на відсутність правової бази покарання за найманство, проте суто юридичні аргументи ігнорувалися судом. Звинувачення вимагало страти для всіх тринадцяти осіб.
Водночас суд не допускав відвертого неправосуддя, що спростовується фактами. Двоє військовослужбовців ФАПЛА — свідки звинувачення були арештовані, коли Маккензі документально продемонстрував хибність їхніх показань.
Процес найманців став помітною віхою ангольського політичного протиборства. МПЛА і його міжнародні союзники досягли серйозного пропагандистського ефекту. Боротьба з керівним режимом Луанди вкорінилася у свідомості світової громадськості як воєнний злочин.

## Вироки
Вироки оголошувалися 28 червня 1976 року. Костас Георгіу, Ендрю Маккензі, Деніел Герхарт і Джон Баркер були засуджені до смертної кари, Густаво Грильйо, Кевін Маршан і Майкл Вйсман — до 30 років тюремного ув'язнення, Джон Лоулор, Колін Еванс і Сесіл Форчун — до 24 років, Малькольм Макінтайр, Джон Наммок і Гері Акер — до 16 років.
Вирок стосовно Георгіу був цілком передбачуваний. Він зробив ряд вбивств, застосовував тортури й з самого початку взяв на себе повну відповідальність за себе і за своїх підлеглих. «Полковник Каллен» був єдиним з підсудних, хто в останньому слові не каявся і не просив про поблажливість. В обвинувачувальному висновку він характеризувався як людина «фашистського менталітету». Майже всі інші підсудні говорили про страх перед командиром і цим пояснювали свої дії.
На процесі «полковник Каллен» тримався твердо, але виступав плутано і багатослівно. Деякі спостерігачі сумнівалися у психічній адекватності Георгіу, чому сприяли свідоцтва про його патологічну жорстокість. Георгіу ніяк не реагував на пафос звинувачення або висловлював зневагу до суду. Інших підсудних він як і раніше вважав своїми підлеглими, іноді змушував їх мовчати одним кинутим поглядом. Спроби психологічного впливу — вони робилися, щоб домогтися демонстративного каяття — Георгіу начисто ігнорував. Попри свою твердість, співчуття іноземних спостерігачів він не викликав.
Маккензі звинувачувався в тому ж вбивстві дезертирів і визнавав це, хоча посилався на наказ Георгіу. Баркеру інкримінувалося командування гарнізоном ФНЛА в Санту-Антоніу-ду-Заїрі і запеклий опір урядовим військам, що призвело до численних жертв.
Однак страта для Герхарта викликала подив і протести. Лейбористський прем'єр-міністр Великої Британії Джеймс Каллаген звернувся до президента Анголи Агостіньо Нето з проханням помилувати засуджених. Нето відповів демонстративною відмовою. Страта відбулася на наступний день після його виступу.

## Виконання вироку
10 липня 1976 року Георгіу, Маккензі, Герхарт і Баркер були розстріляні спецкомандою військової поліції МПЛА (Маккензі піднявся з інвалідного візка, щоб зустріти смерть стоячи). Грильйо, Акера, Макінтайра, Вайсмана, Маршана, Лоулора, Еванса, Форчуна і Наммока ув'язнили в Луанді.
27 травня 1977 року при спробі державного перевороту в Анголі ортодоксально-комуністичні путчисти Ніто Алвеса захопили в'язницю і запропонували ув'язненим найманцям приєднатися до заколоту. Всі вони відмовилися покинути камери.

## Звільнення
Гриль і Акер (а також американський льотчик Джеффрі Тайлер, захоплений в 1981) були звільнені в 1982 році. В обмін на трьох американців і тіла трьох убитих південноафриканців антикомуністичні повстанці УНІТА звільнили 94 полонених солдатів урядових військ, двох радянських льотчиків, радянського прапорщика Миколу Пестрецова і кубинського солдата, а також передали тіла чотирьох убитих. Домовленість з лідером УНІТА Жонашем Савімбі була досягнута за активної участі майбутнього президента США Джорджа Буша-старшого (на той момент — віцепрезидента в адміністрації Рональда Рейгана) і посередництва Замбії.
Цікаво, що після звільнення, Грильйо відмовився коментувати свої антиамериканські інвективи і хвали режиму МПЛА, вимовлені на суді. Коментатори припустили, що мета таких промов складалася в тому, щоб уникнути смертної кари — і вона була досягнута. При цьому Грильйо дав зрозуміти, що має намір зайнятися бізнесом з ангольськими партнерами.
Макінтайр, Маршан, Уайсман, Лолар, Еванс, Форчун і Наммок вийшли на свободу в 1984 році після тривалих анголо-британських переговорів.